# Soloella
Soloella es un  género de polillas perteneciente a la familia Erebidae. Es originario de África.

## Especies
- Soloella guttivaga (Walker, 1854)
- Soloella orientis Kühne, 2007